# Bartolomeo Colombo
Bartolomeo Colombo (Genova, 13 settembre 1460 – Santo Domingo, 11 dicembre 1514) è stato un navigatore italiano.

## Biografia

### Origine familiare e primi anni
Figlio di Domenico Colombo e di Susanna Fontanarossa, è il terzo fratello del ben più noto Cristoforo Colombo. Si trasferì con quest'ultimo in Portogallo, dopo il 1480.
Lavorò come cartografo a Lisbona, uno dei principali centri di conoscenza nautica e cartografica dell'epoca, insieme al fratello Cristoforo Colombo.
È possibile che abbia partecipato alla spedizione di Bartolomeo Diaz fino al Capo di Buona Speranza tra 1487 e 1488. In seguito fece la spola tra Inghilterra e Francia. È verosimile che alla corte di Enrico VII sia stato inviato dal fratello per patrocinare la spedizione nelle Indie. Il monarca inglese poco convinto negò il contributo per l'ardimentoso viaggio. 
Per relazione storica, rammentiamo anche il rifiuto del Portogallo a Cristoforo. Scetticismo e costi elevati, indussero il regno lusitano a rifiutare l'iniziativa. Non domo, il navigatore genovese nel frattempo si era stabilito in Spagna per cercare di persuadere i monarchi locali a finanziare il viaggio di esplorazione.
Bartolomeo, nelle more di una chiamata del fratello, ottenne un impiego come cartografo presso Anna di Francia (Anne de Beaujeu, figlia di Luigi XI e principessa di Borbone) fino a metà del 1493. Divenuto ormai famoso, Cristoforo Colombo inviò una lettera alla corte francese. La missiva narrava del nuovo mondo, delle isole scoperte ed invitava Bartolomeo ad unirsi per la futura ulteriore spedizione. La riunione dei fratelli era prevista a Barcellona.
Gli eventi sopra esposti riservano una probabile approssimazione sulla reale portata dell'ingegno di Bartolomeo Colombo. 
L'Enciclopedia Treccani dubita fortemente dell'arte di Bartolomeo nel costruire carte marine. Invero che accompagnasse Diaz nel viaggio al Capo di Buona Speranza. Forti dubbi anche sulla visita al re d'Inghilterra al fine del patrocinio verso le Indie su istanza del fratello maggiore Cristoforo.

### Governatore generale delle Indie
Arrivato nella città catalana, il fratello minore del navigatore seppe della partenza di Cristoforo Colombo per il suo secondo viaggio.
Finanziato dalla corona spagnola, Bartolomeo venne posto al comando di tre navi con destinazione l'isola di Hispaniola (isola delle Grandi Antille, oggi divisa politicamente tra Haiti e Repubblica Dominicana), approdandovi il 24 giugno 1494. Rimase sull'isola per sei anni e mezzo (1494-1500) espletando anche la funzione di governatore generale con il titolo di adelantado durante l'assenza del fratello. Cristoforo, nel giugno 1496, terminata la missione del secondo viaggio, aveva ripreso la via del ritorno verso la Spagna.
Bartolomeo, tra 1496 e 1498, esplorò la foce del fiume Ozama, sulla costa sud dell'isola fondando la città di Nueva Isabela. La cittadina, devastata da un ciclone, venne rifondata nel 1502 (dall'altra parte del fiume) dal nuovo governatore Nicolás de Ovando. Il nuovo centro prese il nome di Santo Domingo de Guzmán odierna capitale della Repubblica Dominicana.
Nel 1497, in assenza di Cristoforo, scoppiò la rivolta spagnola capitanata da Francisco Roldán, alcalde mayor dell'isola a stretta nomina dello stesso Cristoforo Colombo. Il funzionario spagnolo fece immediata breccia tra le truppe, approfittando del malcontento diffuso tra i soldati. La guarnigione era delusa per povertà, stremata dalle malattie e con buona parte degli armigeri ridotta alla fame. Attendibile anche il particolare odio spagnolo verso la famiglia Colombo (Cristoforo, Bartolomeo e Giacomo) per i ruoli di comando. In definitiva, avversione mal celata anche per il carattere della nazionalità. Dopo aver saccheggiato una caravella ancorata in porto, Roldán ed i suoi accoliti si rifugiarono all'interno dell'isola, commettendo ogni tipo di oltraggio. Tornato a Santo Domingo nell'agosto del 1498, Cristoforo Colombo negoziò accordo con Roldán. Adeguato rapporto fu inviato alla Corona.
Nella narrazione degli eventi, particolare attenzione richiederebbe il trattamento riservato ai nativi. I tentativi di rivolta con relativi massacri e la riduzione in schiavitù. Proprio a Bartolomeo, abile condottiero e stratega, Cristoforo affidò il ruolo di reprimere le istanze dei commilitoni spagnoli e degli Indios. Quest'ultimi, trucidati ed avviati alla tratta degli schiavi. 
Figura minore Giacomo Colombo, anch'egli assiso al ruolo di adelantado ma troppo docile per domare le rivolte. Cristoforo lo sostituì con Bartolomeo per capacità decisionale.

### Arresto e confisca dei beni
In queste circostanze Francisco de Bobadilla arrivò nell'isola il 23 agosto del 1500, con la carica di giudice istruttore e governatore di La Española (Hispaniola). Compito primario: indagare sullo stato della colonia con assunzione di testimonianze a far luce su una serie di eventi delittuosi. Bobadilla, sbarcato a Santo Domingo, decretò l'immediato arresto di Giacomo Colombo. Cristoforo e Bartolomeo, nel frangente, erano partiti il 20 febbraio del 1500 con destinazione Isabela e Concepción. Tornato a Santo Domingo, anche Cristoforo fu ridotto ai ferri. Bartolomeo restìo all'arresto, obbedì all'ordine del fratello maggiore consegnandosi all'autorità spagnola. All'uopo, Bobadilla aveva tratto in detenzione i germani Colombo.

### Indulto reale e ultimi anni
I tre fratelli genovesi, giunsero a Cadice tra il 20 ed il 25 novembre e consegnati al funzionario reale (corregidor) della città in attesa delle disposizioni reali. Venti giorni dopo, l'ordine di scarcerazione per Cristoforo, Bartolomeo e Giacomo. La corte spagnola, a fronte di enormi spese per le varie spedizioni palesò la mancanza di profitti derivanti dai territori scoperti. Il contemporaneo successo del Portogallo per nuove e lucrose rotte marittime, la necessità di competere con i lusitani, indussero i reali spagnoli a riporre nuova fiducia nell'ardimentoso navigatore genovese.
Dopo il perdono reale, Bartolomeo accompagnò il fratello Cristoforo nell'ultimo dei suoi quattro viaggi (1502-1504). Finalità ultima, trovare uno stretto per l'Asia. 
Nel 1507, Bartolomeo si reca a Roma per cercare il sostegno dell'ordine dei Jeronimos e di Papa Giulio II. Cristoforo, nel frattempo, era deceduto nel 1506 per attacco cardiaco. Il papa accolse l'invito: avrebbe interceduto a favore di Diego, nipote di Bartolomeo, presso Ferdinando e l'arcivescovo di Toledo, Francisco Ximenes Cisneros. Nella permanenza romana, verosimile uno scambio di opinioni con fra' Gerolamo di S. Giovanni in Laterano. Bartolomeo, con l'occasione, consegnò al religioso un disegno relativo alle terre scoperte nel quarto viaggio. Quanto si desume da "Informatione di Bartolomeo Colombo".
Nel 1509 Bartolomeo viaggia nuovamente nelle Antille in compagnia di Diego Colombo. Rientrò presto a Castiglia, la corte li riconobbe la proprietà dell'isola di Mona, un repartimiento di trecento indios ovvero indigeni sottomessi per ogni sorta di manodopera e la nomina a "contino" con relativo appannaggio. Malgrado la conferma del titolo di adelantado, rinunciò all'esplorazione delegando terzi.

### Testamento e morte
Prima di partire per le Indie, Bartolomeo Colombo redasse un testamento il 16 aprile 1509. Il manoscritto fu consegnato a don Gaspare Gorricio. Il 30 agosto 1511 aggiunse un codicillo, col quale, annullando il legato di 20.000 maravedís a favore della de cuius Catalina Marron, assegnava a sua figlia naturale Maria, di tre anni, ospitata nel monastero di S. Liandre di Siviglia, la somma di 100.000 maravedís, nel caso volesse farsi suora. Nell'ipotesi di matrimonio, come opzione, assegnava all'infante somma di 400.000 maravedís. Il 12 agosto 1514 stese a Santo Domingo ulteriore testamento con beneficiario il nipote Diego Colombo.
Bartolomeo Colómbo morì l'11 dicembre 1514 a Santo Domingo. Fu sepolto nel convento di San Francisco di Santo Domingo, il primo monastero eretto nell'isola dall'ordine francescano.

### Attività come cartografo
È possibile che la mappa del Nuovo Mondo del Codice Zorzi, del cartografo veneziano Alessandro Zorzi, sia stata redatta su indicazione di Bartolomeo Colombo. La mappa è attualmente conservata nella Biblioteca Nazionale di Firenze..
.

## Nella cultura di massa

### Televisione
- Isabel (serie televisiva) (2012)